# Gianluca Basile
Gianluca Basile (ur. 24 stycznia 1975 w Ruvo di Puglia) – włoski koszykarz. Ma 192 centymetry wzrostu, waży 91 kilogramów. Występuje w barwach FC Barcelony. Zdobył srebrny medal na Igrzyskach Olimpijskich w 2004 roku.

## Kariera klubowa
Basile może występować na trzech pozycjach: rozgrywający, rzucający obrońca i niski skrzydłowy. Karierę rozpoczynał w zespole Pallacanestro Reggiana. Po czterech latach spędzonych w tym klubie, jako 24-latek, przeszedł do Fortitudo Bolonia. Grając w tym zespole dwa razy zdobył tytuł mistrza swojego kraju. W 2005 roku przeszedł do Regal Barcelony. Z drużyną ze stolicy Katalonii w 2009 został mistrzem Ligi ACB. 

## Kariera reprezentacyjna
W barwach reprezentacji Włoch zdobył 3 medale. Srebrny na Igrzyskach Olimpijskich w 2004 roku, złoty na Mistrzostwach Europy w 1999 roku i brązowy na Mistrzostwach Europy w 2003 roku.